# Красногорская, Элишка
Элишка Красногорская (чеш. Eliška Krásnohorskà) — псевдоним, настоящее имя — Альжбета (Елизавета) Пехова (Alžběta Pechová) (18 ноября 1847, Прага — 26 ноября 1926, Прага) — чешская писательница, переводчица

, поэтесса, драматург и автор либретто.

## Биография
Элишка Красногорская родилась 18 ноября 1847 года в городе Праге.
Начала свою деятельность стихами: «Z màje žitì» (1870); «Ze Šumavy» и драматической поэмой «Pevec vólnosti»; её известность упрочили прекрасные рассказы из народной жизни. Она приняла деятельное участие в женском движении, играла видную роль в женском рабочем обществе, основанном Каролиной Светлой, редактировала журнал «Женские Листы» и много писала о женском вопросе. Ею же был опубликован ряд критических очерков в журналах «Osvĕta» и «Časopis». Участвовала в «споре о Рукописях».
Драматические произведения широким успехом не пользовались. Писала либретто опер Б. Сметаны и З. Фибиха.
Переводила произведения Адама Мицкевича, Байрона и А. С. Пушкина.
В 1890 году основала школу Минерва в Праге, которая стала первой гимназией для девочек в Австро-Венгерской империи.
Элишка Красногорская умерла 26 ноября 1926 года в родном городе.

## Память
- В Праге на Карловой площади напротив Чешского технического университета установлен памятник Элишке Красногорской.
- В Брно названа улица